# God (album Rebecca St. James)
God è il terzo album in studio della cantante australiana Rebecca St. James, pubblicato nel 1996.

## Tracce
1. God – 4:08
2. You're the Voice – 5:00
3. You Then Me – 3:51
4. Speak To Me – 4:44
5. Abba (Father) – 5:20
6. Me Without You – 4:14
7. That's What Matters – 4:52
8. Carry Me High – 4:40
9. A Cold Heart Turns – 2:54
10. Go And Sin No More (+ Psalm 139) – 8:41